# Shuma-Gorath
Los mitos de Cthulhu
Shuma-Gorath es un personaje de ficción que aparece en los cómics estadounidenses publicados por Marvel Comics. Creado por Steve Englehart y Frank Brunner, el personaje apareció por primera vez en Marvel Premiere #10 (septiembre de 1973). Shuma-Gorath pertenece a los Grandes Primigenios, una raza de antiguos seres sobrenaturales que son anteriores a la Tierra. Es un antagonista recurrente del superhéroe Doctor Strange.

## Historial de publicación
Shuma-Gorath aparece por primera vez como adversario de Doctor Strange en Marvel Premiere #10 (septiembre de 1973), creado por el escritor Steve Englehart y el artista Frank Brunner. El nombre del personaje está tomado del cuento de Robert E. Howard "La maldición de la calavera dorada", que presenta a un mago moribundo llamado Rotath que invoca los "libros encuadernados en hierro de Shuma-Gorath" en una maldición contra la humanidad.
Heroic Signatures posee los derechos del nombre Shuma-Gorath, debido a su uso en la historia de Howard, junto con elementos adicionales relacionados con los mitos de Conan el Bárbaro y Kull de Atlantis, que tiene licencia para Marvel Comics.

## Biografía ficticia
Durante la prehistoria de la Tierra, Shuma-Gorath gobernó el mundo y exigió el sacrificio humano hasta que finalmente fue desterrado por el hechicero Sise-Neg. La entidad finalmente regresa durante la Edad Hiboria, pero fue aprisionado dentro de una montaña por el poder del dios Crom. Shuma Gorath, sin embargo, sigue siendo una influencia en la Tierra hasta que regresó a su dimensión hogar mediante Crom.
Cuando la entidad trata de regresar a la Tierra a través de la mente del Anciano, su discípulo, el Doctor Strange, se ve obligado a matarlo para evitarlo. Años después, Strange lucha contra Shuma-Gorath en su dimensión hogar, y aunque victorioso, gradualmente se convierte en una nueva versión de la entidad. Strange se suicida para evitar esta transformación completa y es resucitado por un aliado. El Hechicero Nicholas Scratch convoca a la entidad a la Tierra, pero es rechazado por los esfuerzos combinados de Doctor Strange, los Cuatro Fantásticos, los Siete de Salem y el villano Diablo.
Shuma-Gorath en algún momento se revela como uno de los cuatro "multi-ángulos" extradimensionales y eternos que guían una invasión metafísica desde una dimensión llamada "cancerverso". Al intentar destruir la Muerte, la entidad y sus aliados se vuelven inertes por la forma conceptual de Muerte y, posteriormente, quedan atrapados en el cancerverso cuando se destruye. Shuma-Gorath sobrevive y una vez más intenta invadir la Tierra, pero es rechazado por el equipo de superhéroes, Los Vengadores con la Lanza del Destino.
Durante la historia de "Fear Itself" de 2011, Shuma-Gorath se encuentra entre los demonios que se reunirán en el Abogado del Diablo para hablar sobre la amenaza de la Serpiente y lo que esto significa para ellos.
Durante la historia Infinity, el sirviente de Thanos llamado Ebony Maw, manipula a Doctor Strange para que convoque a Shuma-Gorath a las calles de Nueva York. La criatura es encontrada por Luke Cage y su nuevo equipo de Vengadores. Blue Marvel llega a la escena de la batalla y vuela a través de la cabeza de Shuma-Gorath, destruyendo su manifestación física. El cuerpo astral de Shuma-Gorath posee una multitud de personas en la ciudad de Nueva York e intenta recrearse en la Tierra. Se debilita por los ataques místicos de Power Man y White Tiger y finalmente es desterrado por Monica Rambeau, que penetra en el ojo de Shuma-Gorath como un rayo de luz y dispersa a la entidad desde dentro.
El argumento de Los últimos días de la magia describe a Shuma-Gorath como responsable de destruir el planeta natal del personaje Imperator, líder de los Empirikul, al enviar a un grupo de hechiceros malvados tras su familia. Esto lleva al Imperator a dedicar su vida a destruir la magia en cada universo.
Más tarde, durante una batalla, Dormammu le dice al Doctor Strange que ayudó al Empirikul a encontrar a Shuma-Gorath, quien fue derrotado por el Imperator. Más tarde, el Doctor Strange destierra a Dormammu a Shuma-Gorath, quien estaba visiblemente herido y buscando venganza.

## Poderes y habilidades
Shuma-Gorath es una antigua fuerza del caos, el gobernante inmortal, casi invencible y divino de casi cien universos alternos, capaz de proyectar energía, cambiar de forma, teletransportarse, levitar, alterar la realidad y hacer magia simpática entre muchas otras hazañas. Se lo describe como mucho más poderoso que otros enemigos demoníacos poderosos, como Satannish y Mephisto, y es capaz de destruir automáticamente múltiples galaxias solo con la presión del aura.

## Otras versiones
En el evento "Venomized", un Poison Shuma-Gorath estuvo presente en la invasión de Poison Hive del Prime Universo Marvel, luchando contra Visión y Falcon, uniendo exitosamente un simbionte a este último.

## En otros medios

### Cine
- Aparecen sus tentáculos al final de la película de 1986, Howard the Duck donde Howard se despide de su mundo, para detener la entrada de Shuma-Gorath al suyo.
- Una criatura basada en Shuma-Gorath aparece en la película de Marvel Cinematic Universe, Doctor Strange en el multiverso de la locura (2022), llamada Gargantos en su lugar debido a problemas de derechos con el propietario Heroic Signatures.[24] Esta versión es una creación de Wanda Maximoff, con el propósito de capturar a América Chávez para que sus poderes de viaje dimensional puedan ser robados para uso propio de Maximoff. Es asesinado en batalla por Doctor Strange, quien levita un poste para perforar su globo ocular.

### Videojuegos
- Marvel Super Heroes: Shuma-Gorath aparece como un personaje jugable en este videojuego de lucha, con la voz de Frank Perry.[25][26]
- Marvel Super Heroes vs. Street Fighter: Shuma-Gorath aparece como personaje jugable en este videojuego de lucha, interpretado nuevamente por Frank Perry.[27]
- Marvel vs. Capcom 2: New Age of Heroes: Shuma-Gorath aparece en este videojuego de lucha, interpretado de nuevo por Frank Perry.
- Marvel vs. Capcom 3: Fate of Two Worlds: Shuma-Gorath aparece como un personaje jugable a través de contenido de descarga en este videojuego de lucha, con la voz de Paul Dobson.[28][29][30]
  - Ultimate Marvel vs. Capcom 3: Shuma-Gorath aparece como un personaje jugable en este videojuego de lucha, esta vez incluido como personaje regular desde el principio, interpretado de nuevo por Paul Dobson.
- Pinball FX 2: Shuma-Gorath aparece en el videojuego de pinball virtual de Doctor Strange.[31]